# Сельское поселение «Деревня Радождево»
Се́льское поселе́ние «Деревня Радождево» — муниципальное образование в Сухиничском районе Калужской области Российской Федерации.
Административный центр — деревня Радождево.

## История
Статус и границы сельского поселения установлены Законом Калужской области от 1 ноября 2004 года № 369-ОЗ «Об установлении границ муниципальных образований, расположенных на территории административно-территориальных единиц "Думиничский район", "Кировский район", "Медынский район", "Перемышльский район", "Сухиничский район", "Тарусский район", "Юхновский район", и наделении их статусом городского поселения, сельского поселения, муниципального района».

## Население
| 2010 | 2012 | 2013 | 2014 | 2015 | 2016 | 2017 |
| ---- | ---- | ---- | ---- | ---- | ---- | ---- |
| 301  | ↘293 | ↗295 | ↘286 | ↘283 | ↘269 | ↗274 |
| 2018 | 2019 | 2020 | 2021 |      |      |      |
| ↘250 | ↘246 | ↗249 | ↘224 |      |      |      |

## Состав сельского поселения
| № | Населённый пункт | Тип населённого пункта          | Население |
| - | ---------------- | ------------------------------- | --------- |
| 1 | Богатьково       | деревня                         | ↘4        |
| 2 | Бортное          | деревня                         | ↗8        |
| 3 | Выселки          | деревня                         | ↘11       |
| 4 | Вышилово         | деревня                         | →0        |
| 5 | Горбатка         | деревня                         | ↗17       |
| 6 | Казарь           | деревня                         | ↘20       |
| 7 | Радождево        | деревня, административный центр | ↗206      |
| 8 | Усты             | деревня                         | ↘35       |